# Hutton Magna
Hutton Magna – wieś w Anglii, w hrabstwie Durham. Leży 34 km na południowy zachód od miasta Durham i 352 km na północ od Londynu.